# Antonio Lussich
Antonio Lussich, né à Montevideo le 23 mars 1848 et mort dans la même ville le 5 juin 1928, était un armateur, arboriste et homme de lettres uruguayen.

## Biographie
Né à Montevideo, en Uruguay, fils de Filip Lukšić, un marin croate.
Il a écrit sur les questions maritimes et de la vie rurale en Uruguay. Il était également un politicien conservateur, membre du Parti national; pendant la guerre civile, il a combattu pour les blancos (membres du Parti national de l'Uruguay).
Lussich était aussi un propriétaire terrien de premier plan,.

## Œuvres
- Los tres gauchos orientales (1872)
- El matrero Luciano Santos (1873)
- Cantalicio Quirós y Miterio Castro (1883)